# Colí cuallarg
El colí cuallarg (Dendrortyx macroura) és una espècie d'ocell de la família dels Odontofòrids (Odontophoridae) que habita zones de bosc a les muntanyes del sud-oest i sud de Mèxic.